# Serafin (Gaczkowski)
Serafin, imię świeckie Andriej Władimirowicz Gaczkowski (ur. 12 kwietnia 1925 w Iwanowie, zm. 14 kwietnia 1982) – rosyjski biskup prawosławny.

## Życiorys
Był synem robotnika kolejowego. Jego matka była głęboko wierząca i wychowała syna w tym duchu. W 1941 Andriej Gaczkowski ukończył siedmioklasową szkołę podstawową. W 1945 służył w Armii Czerwonej. Dwa lata później wstąpił jako posłusznik do Ławry Poczajowskiej. 24 lipca 1948 złożył w niej wieczyste śluby mnisze, przyjmując imię Serafin. 28 sierpnia 1948 biskup kiszyniowski i mołdawski Nektariusz wyświęcił go na hierodiakona. W 1953 rozpoczął naukę w seminarium duchownym w Leningradzie. 27 września 1956 biskup starorusski Sergiusz udzielił mu święceń kapłańskich.
W 1961 ukończył wyższe studia teologiczne w Leningradzkiej Akademii Duchownej, po czym został proboszczem parafii św. Makarego w Dzierżyńsku. W 1964 otrzymał godność igumena i objął parafię Opieki Matki Bożej w Kramatorsku. W 1968 obronił dysertację kandydacką. W tym samym roku został ekonomem i wychowawcą seminarium duchownego w Odessie, zaś w 1969 także jego wykładowcą. W 1972 otrzymał godność archimandryty.
13 grudnia 1975 w soborze Zaśnięcia Matki Bożej w Odessie miała miejsce jego chirotonia biskupia, po której został biskupem ałmackim i kazachstańskim. W charakterze konsekratorów w ceremonii udział wzięli metropolita talliński i estoński Aleksy, metropolita chersoński i odeski Sergiusz, biskup połtawski i krzemieńczuski Teodozjusz i biskup winnicki Agatangel.
Zmarł w 1982 i został pochowany na cmentarzu w Ałma-Acie, obok metropolitów Mikołaja (Mogilewskiego) i Józefa (Czernowa).